# Four Feathers
Four Feathers er en amerikansk stumfilm fra 1915 af J. Searle Dawley.

## Medvirkende
- Edgar L. Davenport som General Faversham.
- Fuller Mellish som Sutch.
- Howard Estabrook som Harry Faversham.
- Arthur Evers som Jack Durrance.
- George Moss som Mr. Eustace.